# Charles Norbert Roëttiers
Pour les articles homonymes, voir Roëttiers.

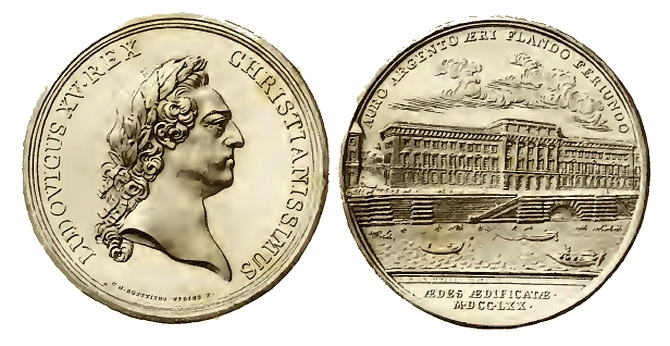
Médaille de Louis XV célébrant la construction de l'Hôtel de la Monnaie à Paris, 1770.

Charles Norbert Roëttiers, né à Paris en 1720 et mort dans la même ville en 1772, est un médailleur français.

## Biographie
Fils de Joseph Charles Roëttiers, Charles Norbert Roëttiers est né dans une célèbre famille de graveurs de médailles et de monnaies d'or et d'argent. Il est nommé Graveur général des monnaies de France en 1753 à la suite de son père. Il a exercé cette charge jusqu'à sa mort en 1772. À la mort de Charles-Norbert Roëttiers, son père, Joseph-Charles, a repris possession de la charge ; il en a fait cession à Pierre-Simon-Benjamin Duvivier, en 1774.